# Solenopsis bicolor
Solenopsis bicolor är en klockväxtart som först beskrevs av Jules Aimé Battandier, och fick sitt nu gällande namn av Werner Rodolfo Greuter och Hervé Maurice Burdet. Solenopsis bicolor ingår i släktet Solenopsis och familjen klockväxter. Inga underarter finns listade i Catalogue of Life.